# Dania Beach
Dania Beach är en stad (city) i Broward County, i delstaten Florida, USA. Enligt United States Census Bureau har staden en folkmängd på 30 183 invånare (2011) och en landarea på 21 km².